# Дикс (посёлок в Австрии)
Дикс (нем. Diex, произносится Диекс: [ˈdiːɛks]; словен. Djekše) — политическая община (нем. politischer Gemeinde) в Австрии, в федеральной земле Каринтия. Входит в состав округа Фёлькермаркт.  
Население составляет 825 человек (на 1 января 2018 года). Занимает площадь 54,90 км². Официальный код  —  2 08 02.

## Политическая ситуация

### Выборы—2003
Бургомистр общины — Антон Полесниг (АНП) по результатам выборов 2003 года.
Совет представителей общины (нем. Gemeinderat) состоит из 11 мест:
- АНП занимает 5 мест;
- СДПА занимает 3 места;
- АПС занимает 2 места;
- Партия Enotna Lista занимает 1 место.

## Фотогалерея

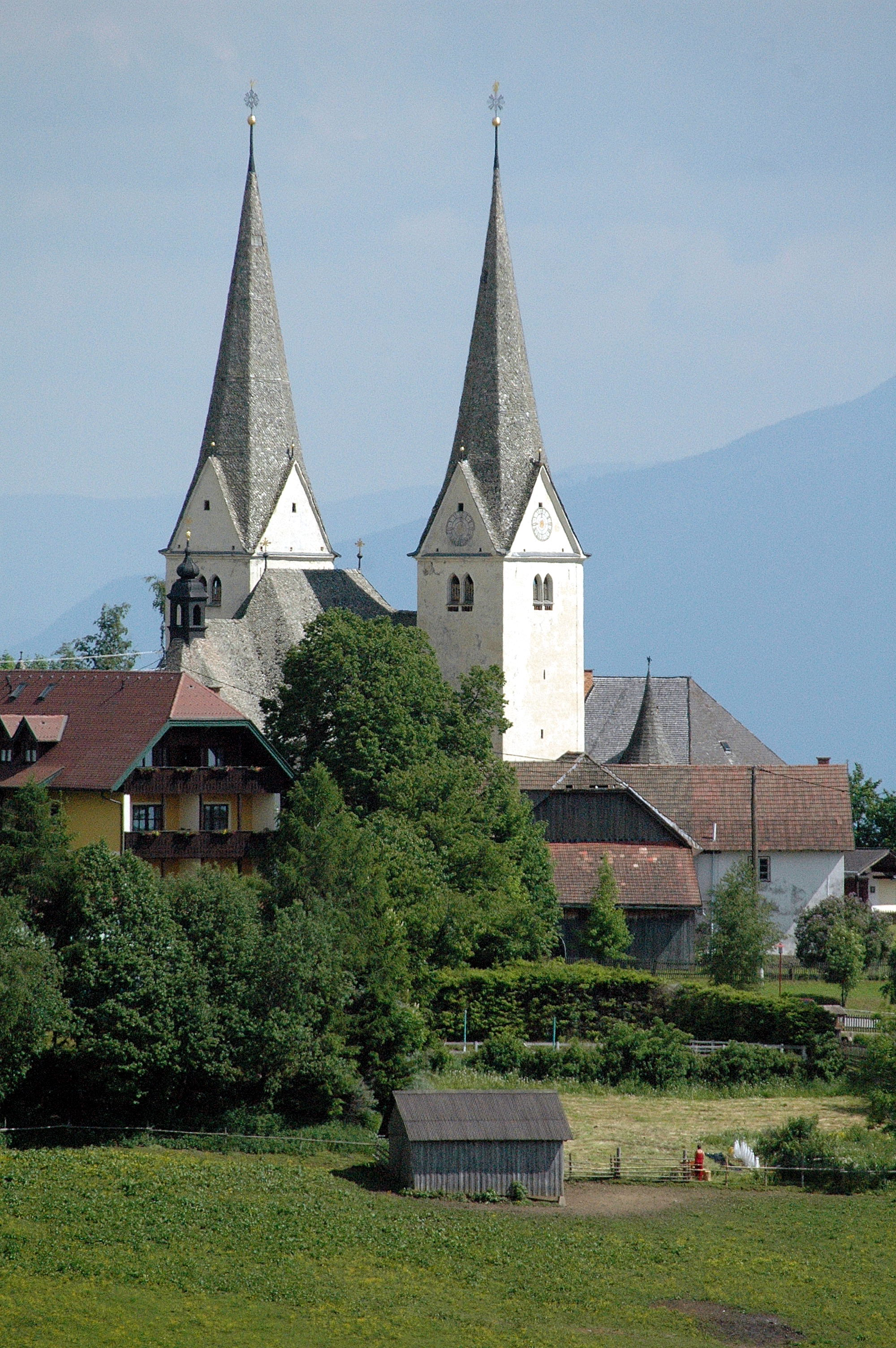
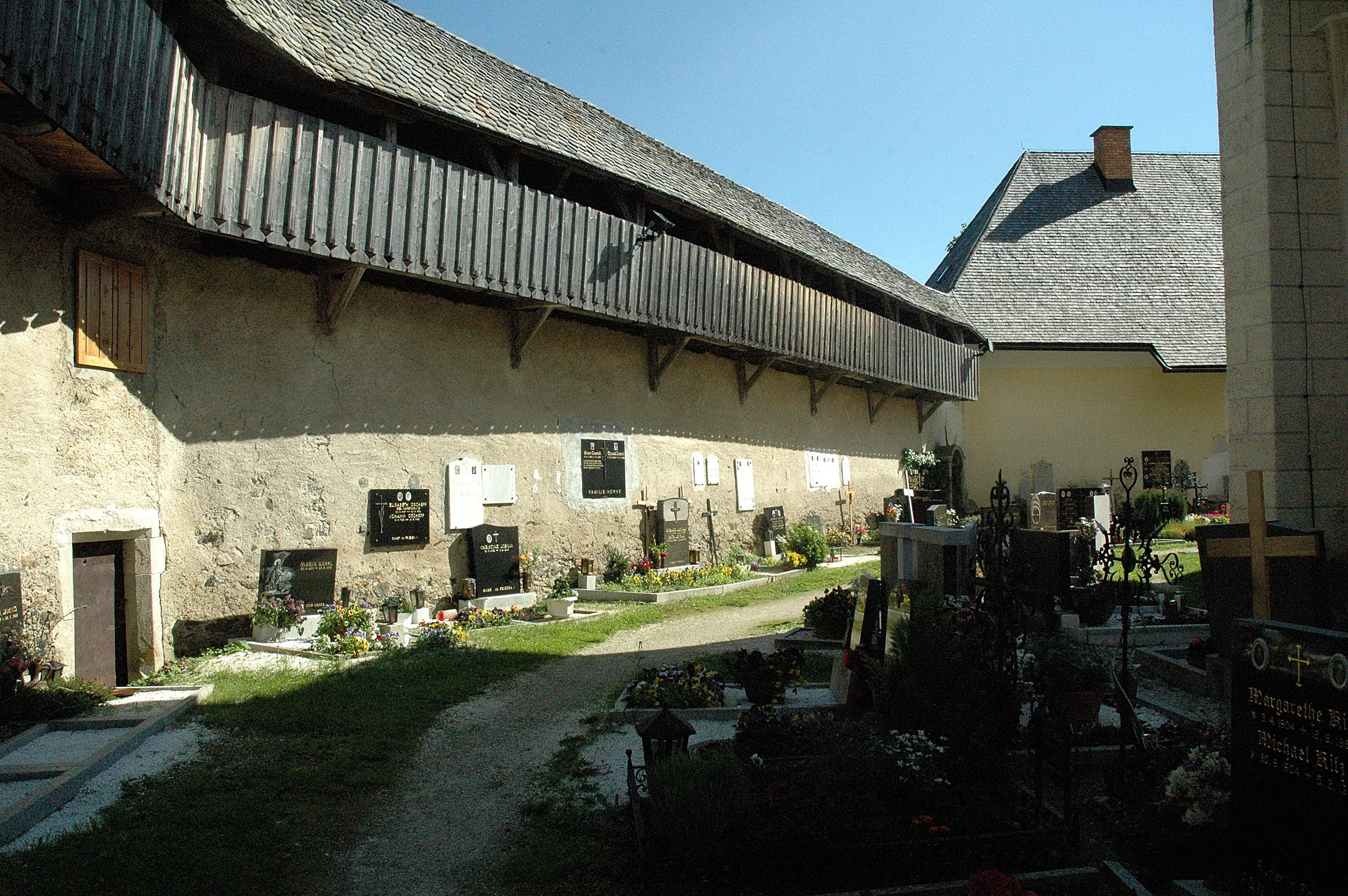
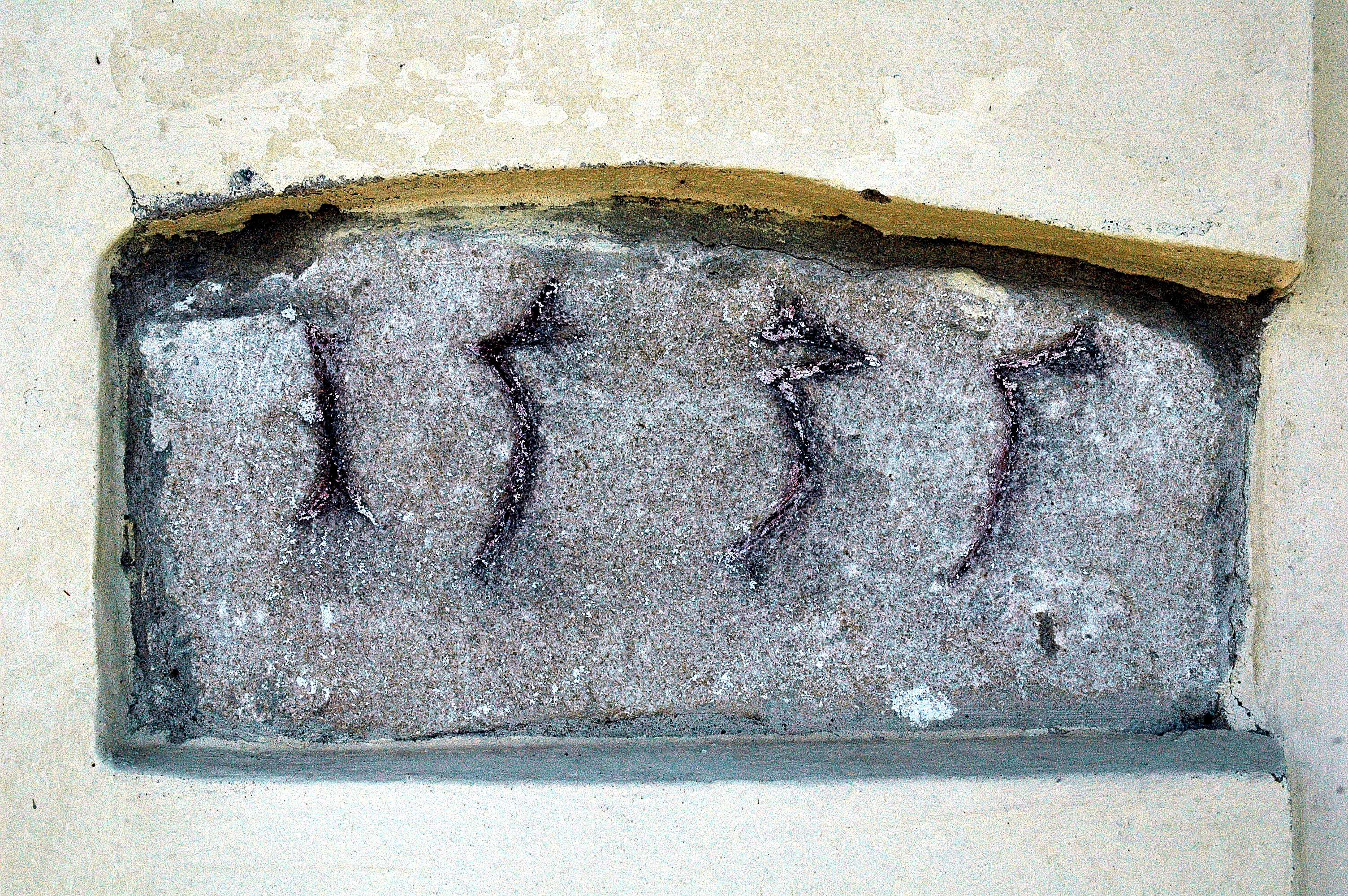
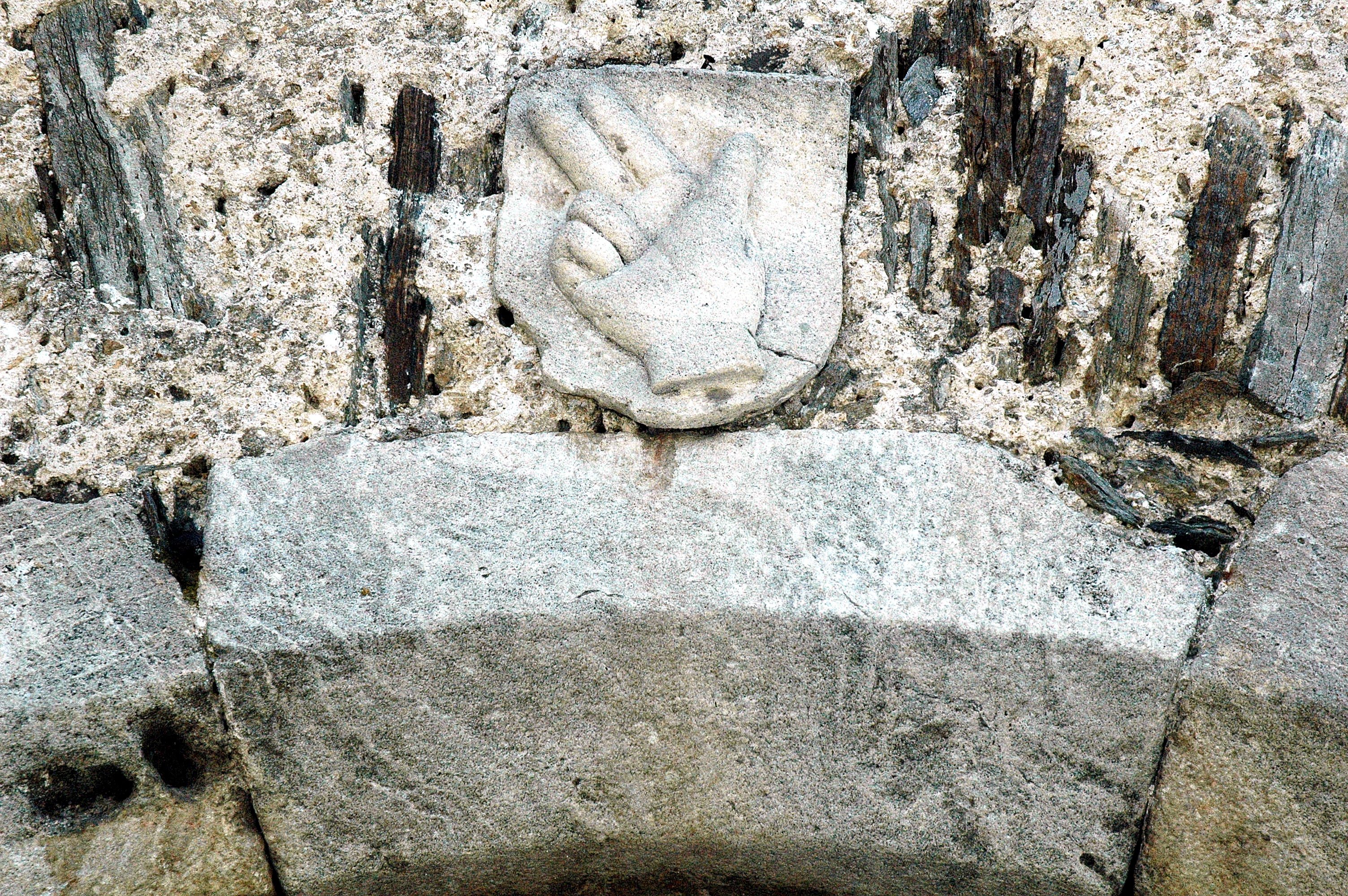

### Выборы—2015
Бургомистр общины — Антон Напечиг (АПС) по результатам выборов 2015 года.
Совет представителей общины состоит из 11 мест:
- АНП занимает 4 места;
- АПС занимает 4 места;
- СДПА занимает 3 места.

## Внешние ссылки
- Официальная страница (нем.)